# XVIII Concílio de Toledo
O décimo oitavo Concilio de Toledo foi o último dos Concilios de Toledo convocado no reino visigodo dantes da conquista muçulmana e o último do Século dos Concílios.
As actas deste concilio estão perdidas desde sempre, pelo qual se desconhece a data exacta de sua celebração, os prelados que participaram e as questões tratadas. 
Alguns autores 
mencionam-no como celebrado durante o reinado conjunto de Égica e Vitiza, isto é, entre os anos 698 e 702, presidido pelo bispo de Toledo Félix, baseando-se na Crónica moçárabe de 754; 
outros dizem que foi presidido por Gunderico no primeiro ano do reinado de Witiza, tomando como fonte o catálogo toledano publicado por Juan Bautista Pérez.
Em meados do Séc. XIII Rodrigo Jiménez de Rada mencionava que tinha sido celebrado na igreja pretoriense de San Pedro e San Pablo de Toledo, anotando a ausência das actas do concílio na recompilação iniciada por Isidoro de Sevilha e continuada por Julián de Toledo, mas no Séc. XVIII Enrique Flórez publicava na "España sagrada" um pergaminho manuscrito do Séc. X achado pelo pai Martín Sarmiento no mosteiro de Celanova, no que se dava conta de todos os concílios celebrados até então, incluído este XVIII, e conjecturava que se nesta data se conhecia a sua existência, talvez suas actas estivessem em algum outro códice desconhecido. 
O pergaminho, no que se podia ler, afirmava mais de 50 bispos, e foi transladado ao Seminário de Sigüenza, pensando-se ter sido destruído por um incêndio em 1936 durante a Guerra Civil Espanhola , mas foi redescoberto nos anos 1980.
A respeito do conteúdo e do motivo do desaparecimento das actas, historiadores modernos sugeriram que ao se produzir a invasão muçulmana pouco tempo após a celebração do concilio, não houve tempo material para recolher seus conteúdos na recompilação conciliar, 
ou que no concilio não se tratou de assuntos eclesiásticos, mas apenas civis. 
Outra hipótese diz que foram deliberadamente destruídos, pois continham cânones polémicos ou heterodoxos, provavelmente relativos ao casamento dos eclesiásticos em aprovação dos cânones do Concilio Quinisexto, e que em época do rei Fruela I de Astúrias foram formalmente repudiados;
no entanto, esta teoria tem sido recusada e qualificada por outros historiadores como absurda, inadmissível ou gratuita.